# Бовець
Бовець (словен. Bovec вимовляється [ˈbɔːʋəts] ( прослухати) або [ˈboːʋəts]; італ. Plezzo, нім. Flitsch, фріул. Plèz) — місто на північному заході Словенії, центр общини Бовець. Висота над рівнем моря: 451 м. Місто розташоване біля кордону з Італією, за 136 кілометрів від столиці Любляни. Місто розташоване в долині р. Соча
У 2006 році в місті проходив Чемпіонат Європи по міжнародним шашкам-2006.